# Horojene, Baștanka
Horojene (în ucraineană Горожене) este un sat în comuna Novoserhiivka din raionul Baștanka, regiunea Mîkolaiiv, Ucraina.

## Demografie
Componența lingvistică a localității Horojene
     Ucraineană (92,59%)
     Rusă (7,41%)
Conform recensământului din 2001, majoritatea populației localității Horojene era vorbitoare de ucraineană (92,59%), existând în minoritate și vorbitori de rusă (7,41%).